# Rapanea longifolia
Rapanea longifolia là một loài thực vật có hoa trong họ Anh thảo. Loài này được (Nadeaud) Mez miêu tả khoa học đầu tiên năm 1902.